# Militärschwimmschulen in Wien

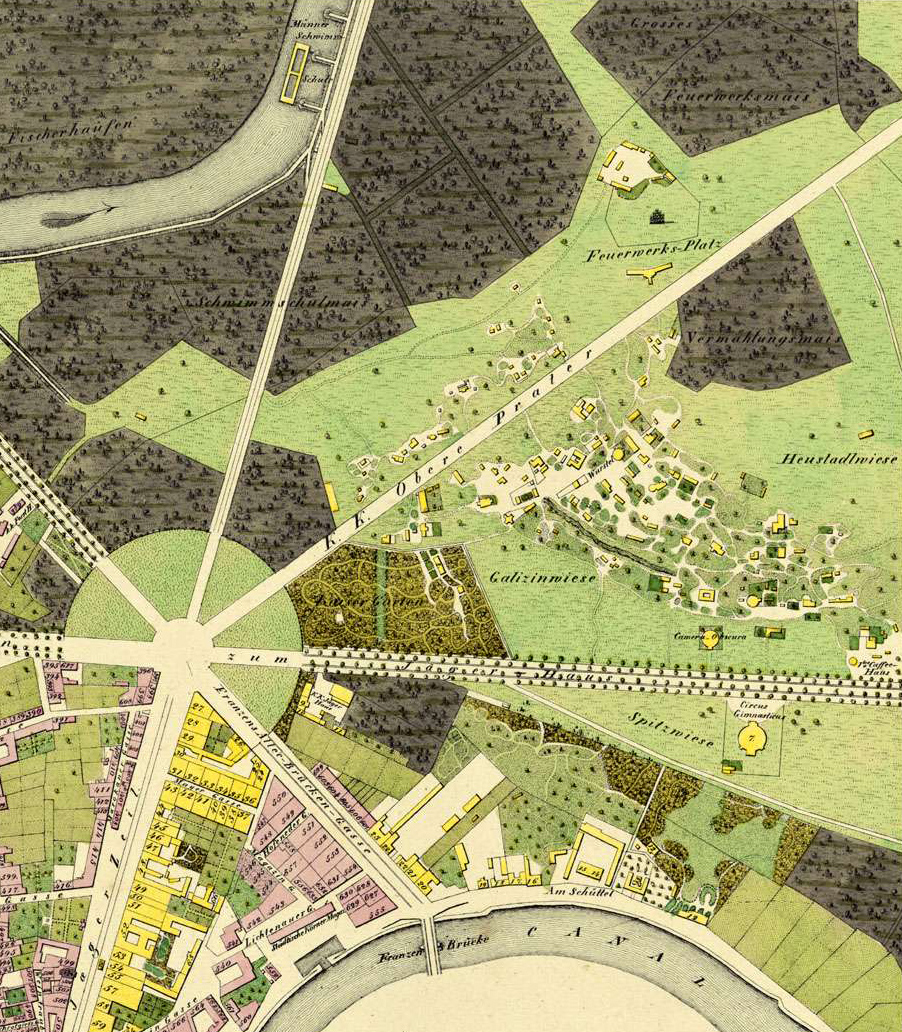
Militärschwimmschule oder auch Männer-Schwimmschule am Fahnenstangenwasser der Donau auf einem Stadtplan um 1830

Seit 1813 besaß das k.k. bzw. k.u.k. Heer eigene Militärschwimmschulen in Wien. Nachfolgeeinrichtungen waren bis 1955 in Betrieb.

## Anlass zur Gründung
Anlass zur Einrichtung der Militärschwimmschulen, für die sich Oberst, dann General Graf Wilhelm von Bentheim-Steinfurt (1782–1839) besonders einsetzte, war der Umstand, dass während der Schlacht bei Aspern, 1809, an der er teilnahm, bei den Kämpfen in der Lobau, einer weit verzweigten Donauau, ein hoher Anteil der österreichischen Toten nicht durch die Kampfhandlungen selbst zu beklagen war, sondern durch das Ertrinken von Nichtschwimmern in den damals unregulierten Armen der Donau. Die erste Militärschwimmschule des Kaisertums Österreich wurde im Jahr 1810 in Prag eröffnet, wo Bentheim stationiert war.

## Alte k.k. Militär- und Zivil-Schwimmschule
Am 6. Juni 1813 wurde die erste k.k. Militär- und Zivil-Schwimmschule in Wien in Betrieb genommen. Ebenfalls auf Initiative von Oberst von Bentheim wurde sie außerhalb des damaligen Stadtgebiets im Prater, einer stadtnahen Donauau, errichtet, und zwar an dem auch von der Schifffahrt genutzten Donauarm namens Fahnenstangenwasser, nordöstlich des heutigen Pratersterns. Ausgehend vom Verkehrsknotenpunkt Praterstern am damaligen Rand der Vorstadt Leopoldstadt verläuft die bis 1876 als „Schwimmschulallee“ bezeichnete Straße, heute: Lassallestraße, von der die Wegstrecke zum Bad ca. 50 m betrug. (Ehemaliger Standort der Anlage: ). Der landseitig gelegene Wald wurde auf einem Plan von 1825 Schwimmschul-Mais genannt (Mais oder Maiß = Jungwald). Die Schwimmschule befand sich zwischen zwei Dammspornen an der Innenseite eines schwimmenden Holzpontons, gebildet aus 16 großen, ungleich langen Schiffen, die mit Balken verbunden den Boden für das ganze Gebäude bildeten. Die hölzernen Teile des Etablissements wurden vor dem Winter abgebaut und im Frühjahr wieder zusammengefügt. Wurde die Anlage nicht vom Militär benutzt, so stand die Schwimmschule auch männlichen Zivilisten zur Verfügung. Sonntags durften Frauen nach Entrichtung einer Eintrittsgebühr den schwimmenden Männern zusehen. Als „Abschlussprüfung“ mussten die Schwimmschüler den Donauarm durchqueren. Bei der Stadterweiterung von 1850 wurde das Areal nach Wien eingemeindet und wurde Teil des 2. Gemeindebezirks. Die Anlage fiel 1874 der Donauregulierung zum Opfer.

## Neue Militärschwimmanstalt
Die „Neue Militärschwimmanstalt“ befand sich am 1875 gefluteten neuen Hauptarm des Flusses, dem Donaustrom, auf dem Südteil der später exkavierten, heutigen Marina Wien in Wien-Leopoldstadt, Handelskai 337–339, frühere Baulichkeit: Handels-Quai 15. (Ehemaliger Standort der Anlage: ). Sie wurde vom Heer in Eigenregie als Ersatz für die alte k.k. Militär- und Zivilschwimmschule errichtet. Im Unterschied zur alten Schwimmschule gab es hier auch ein Schwimmbecken (68 × 19 m) mit stehendem Wasser neben dem Strombad.  Eröffnet wurde diese Schwimmschule am 18. August 1875, dem 45. Geburtstag von Kaiser Franz Joseph I. Am 5. Juni 1912 schwamm Josef Selmeczy hier über 400 Meter Rücken Weltrekord.
In der Zwischenkriegszeit wurde diese Schwimmschule, auf einem Stadtplan aus den 1920er Jahren als „Schwimmanstalt Krieau“ bezeichnet und als Militär-Schwimmanstalt in Lehmanns Wiener Adressbuch zu finden, vom Bundesheer der Ersten Republik offiziell nicht benutzt. Die deutsche Wehrmacht nutzte dann ab 1938 das Schwimmbad wieder. Nach dem Zweiten Weltkrieg wurde dieses Bad stillgelegt, der Platz als Lager verwendet.

## Militärschwimmschule Alte Donau

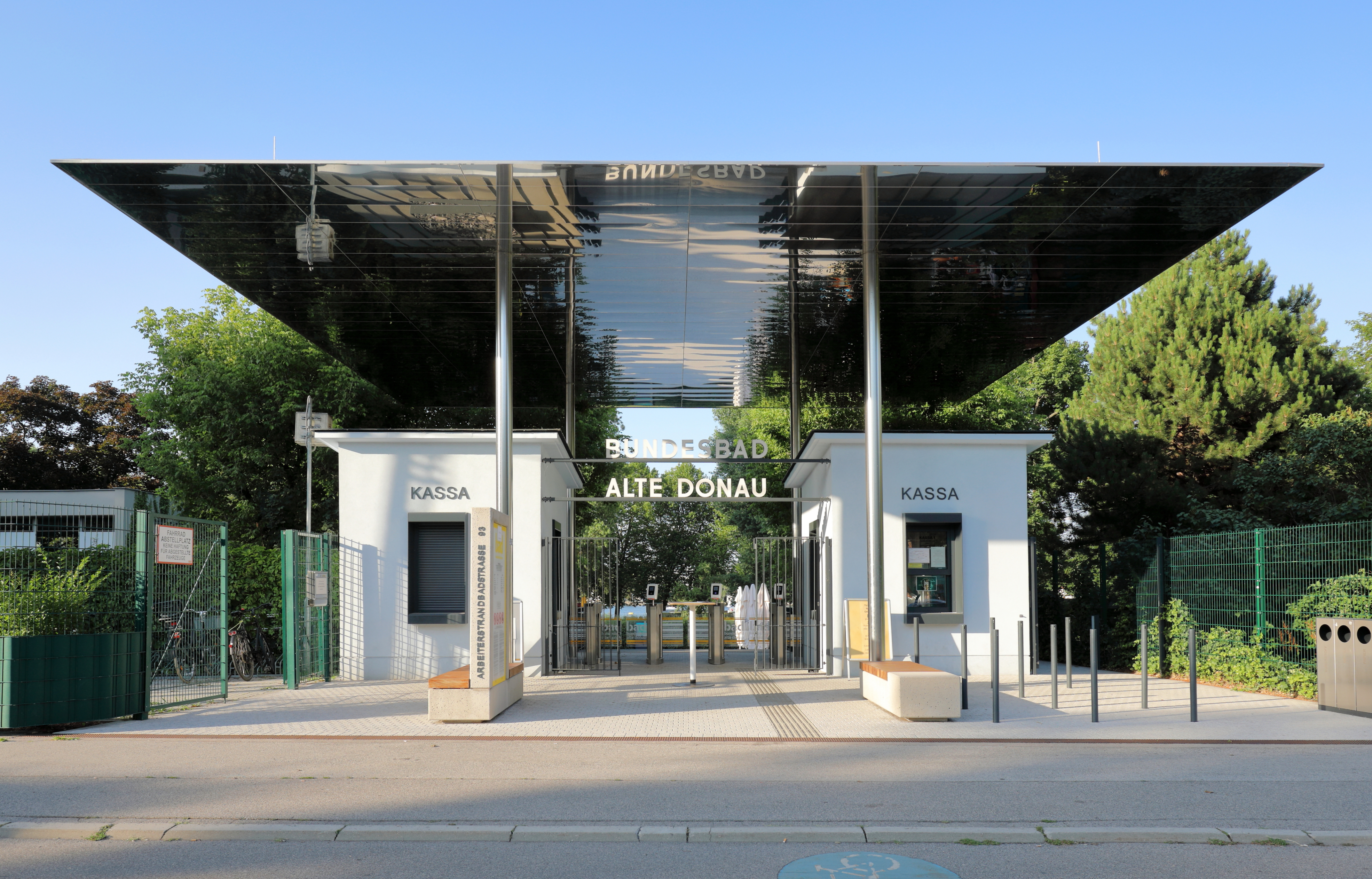
Das heutige Bundesbad Alte Donau; ursprünglich 1919 als Militärschwimmschule eröffnet

Die Militärschwimmschule Alte Donau am einstigen Hauptstrom, seit 1875 kein Fließgewässer, sondern ein Altarm der Donau, befand sich im seinerzeitigen 2., seit 1938 im 21. und seit 1954 im heutigen 22. Wiener Gemeindebezirk in der Arbeiterstrandbadstraße 93. Das Areal, heute: Bundesbad Alte Donau, wurde unter Heeresminister Julius Deutsch am 20. Juni 1919 eröffnet und vom Bundesheer der Ersten Republik frequentiert. Zuvor handelte es sich hier um einen einfachen Badeplatz an der Alten Donau, der von Soldaten, die auf dem benachbarten Schießplatz Kagran im Einsatz waren, benutzt wurde und dann zu einem Familienbad ausgebaut wurde. 1938 bis 1945 nutzte die deutsche Wehrmacht das Bad, aus dem nach dem Zweiten Weltkrieg das Bundesbad Alte Donau wurde.

## Schönbrunner Bad
Das 1838 in einem Brief des damals achtjährigen Erzherzogs Franz Joseph an seinen Bruder Maximilian erwähnte Wasserreservoir im Schönbrunner Schlosspark, in dem man schon damals auch baden konnte, wurde in der Ersten Republik als Militärschwimmschule verwendet. In der NS-Ära nutzte es die Wehrmacht, dann bis 1955 die britische Besatzungsmacht, da der 13. Bezirk, in dem das Bad liegt, zum britischen Sektor Wiens zählte. Heute handelt es sich um ein beliebtes, privat geführtes Sommerbad. Es liegt auf dem bewaldeten Abhang von der Geländestufe der Gloriette zum Blumenparterre nahe dem Parkeingang Maria-Theresia-Tor von der Hohenbergstraße (12. Bezirk) und der Grünbergstraße.

## Zweite Republik
Das 1955 gegründete Bundesheer der Zweiten Republik nahm keine Militärschwimmbäder in Anspruch. Es nutzt für die Schwimmausbildung der Soldaten zivile Schwimmbäder.